# El Garage TV
El Garage TV es un canal de televisión por suscripción  dedicado las 24 horas a programas relacionados con el automóvil, así como su historia, fabricantes legendarios, diferentes disciplinas deportivas, seguridad, novedades de la industria, actividad off-road, clasificados, mecánica, los grandes volantes de la historia, diseño industrial, eventos y turismo; además de ciclos especiales sobre motociclismo, aeronáutica y motonáutica.
Transmite desde Buenos Aires tanto para Hispanoamérica como para España.

## Historia
El Garage TV se lanzó  en Latinoamérica el 1 de agosto de 2005 por El-Haiek Producciones. Pramer se encargó de las ventas a afiliados y de las ventas publicitarias en América Latina, Europa y Asia. El canal apunta a los aficionados a los vehículos y medios de transporte en general. El 70% del contenido del canal era producido in house por la productora El-Haiek Producciones y el 30% restante era adquisiciones de producciones internacionales.
En agosto de 2007, El Garage TV fue lanzado en España con una versión exclusiva para dicho país, contando con una gran cantidad de contenido original, teniendo como socio a Bonzo Media Corp.